# Mario Lepori

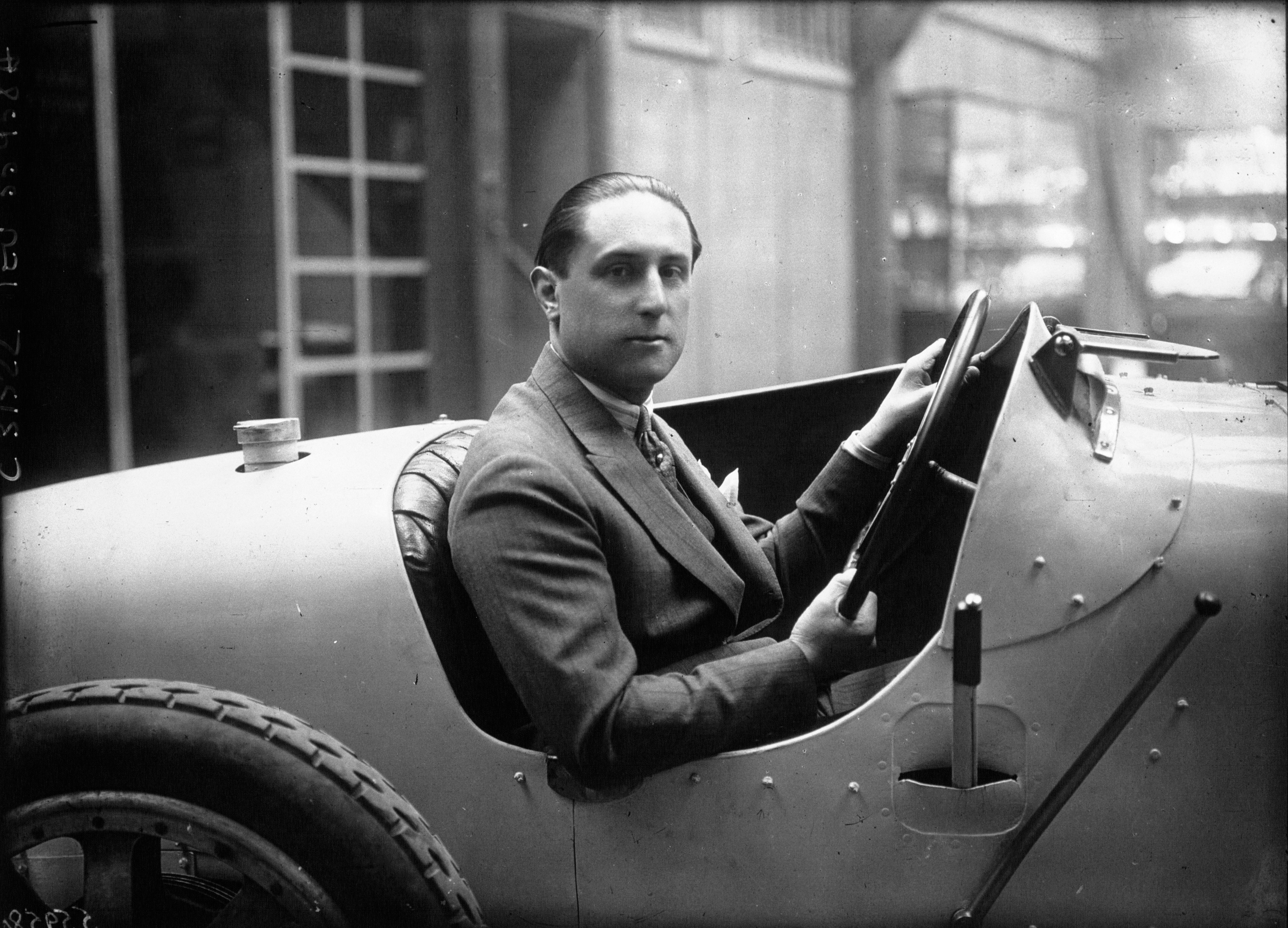
Mario Lepori (1928)

Mario Lepori (* 20. September 1894 in Lugano; † 24. März 1980 ebenda) war ein Schweizer Bonvivant und Sportler, der unter anderem als Automobilrennfahrer aktiv war.

## Werdegang
Mario Lepori wurde 1894 in Cassarate, Lugano geboren. Nach einem geistes- und wirtschaftswissenschaftlichen Studium in Genf und Neuenburg betätigte er sich als Bonvivant erfolgreich im Automobil- und Pferdesport sowie als Flieger, Bob- und Skirennfahrer.
Leporis Laufbahn als Herrenfahrer im Automobilrennsport begann 1922 und endete 1929. Im Jahr 1926 wurde er auf einem Bugatti Type 35 Fünfter beim Reale Premio di Roma in Rom. Im folgenden Jahr erreichte er auf einem Bugatti Type 35 C bei dem Rennen in der italienischen Hauptstadt hinter Tazio Nuvolari den zweiten Platz. Bei der Targa Florio der Jahre 1926 und 1927 schied er jeweils aus. 1928 erreichte er mit Rang neun erstmals das Ziel bei der Targa Florio 1928 und wurde Sechster in Rom. Im Jahr 1929 gewann Lepori den Grand Prix d’Antibes an der französischen Côte d’Azur. Beim erstmals ausgetragenen Grossen Preis von Monaco wenig später kam er nicht in die Wertung; bei der Targa Florio und beim Reale Gran Premio di Roma schied er aus. Beim Grossen Preis von Deutschland 1929 auf dem Nürburgring am 14. Juli wurde er Fünfter. Sein letzter Rennstart ist beim Gran Premio de San Sebastián am 25. Juli 1929 verzeichnet, als er auf einem Bugatti Type 35 B mit sieben Runden Rückstand auf den Sieger Louis Chiron als Achter ins Ziel kam.
Nach seinem Rücktritt vom Rennsport lebte Lepori in seinen Villen in St. Moritz und Castagnola bei Lugano. Er war zeitweise Präsident des Automobil Clubs der Schweiz und starb 1980 im Alter von 85 Jahren in Castagnola.